# Cerotainia atrata
Cerotainia atrata är en tvåvingeart som beskrevs av Jones 1907. Cerotainia atrata ingår i släktet Cerotainia och familjen rovflugor.
Artens utbredningsområde är Nebraska. Inga underarter finns listade i Catalogue of Life.